# Czerniatyn (obwód iwanofrankiwski)
Czerniatyn (ukr. Чернятин) – wieś na Ukrainie, w obwodzie iwanofrankiwskim, w rejonie kołomyjskim (do 2020 roku w rejonie horodeńskim), w hromadzie Horodenka. W 2001 roku liczyła 3185 mieszkańców.

## Historia
Wieś wzmiankowana po raz pierwszy w założona w 1453 roku.
W II Rzeczypospolitej miejscowość była siedzibą gminy wiejskiej Czerniatyn w powiecie horodeńskim województwa stanisławowskiego. 
Dawniej jedna z wsi wchodząca w skład klucza Mańkowce jako dziedzictwo rodu Świerszczów herbu Jastrzębiec. Jan Świerszcz oddał klucz królowi Zygmuntowi Augustowi w zamian za Husiatyn i Kutkowce, co król zatwierdził w 1567 roku. Później własność Wyhowskich, Lubomirskich i Ponińskich. W 1730 król August II Mocny nadał klucz Tomaszowi Dąbskiemu herbu Godziemba (zm. 1748), a po nim odziedziczył go młodszy syn Józef, kasztelan buski, po czym przeszła jako wiano do majątku oboźnego polnego koronnego Ignacego Witosławskiego herbu Nieczuja. 
9 marca 1945 nacjonaliści ukraińscy z OUN-UPA zamordowali tutaj 10 Polaków, w tym kierowniczkę szkoły (i.n) Krupę.